# Indianismo
Der Indianismo ist eine Epoche bzw. Strömung der romantischen Literatur, Malerei und skulpturalen Kunst Brasiliens, in der die indigene Bevölkerung idealisiert und zum Ankerpunkt nationaler Identitätsbildung wird. 
Der Begriff wird auch für ähnliche Strömungen in der Kunst und Literatur Hispanoamerikas gebraucht, z. B. für den peruanischen Andinismo.

### Literatur

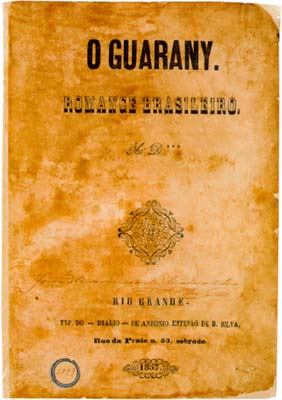
Titel der Erstausgabe von O Guarani (1857)

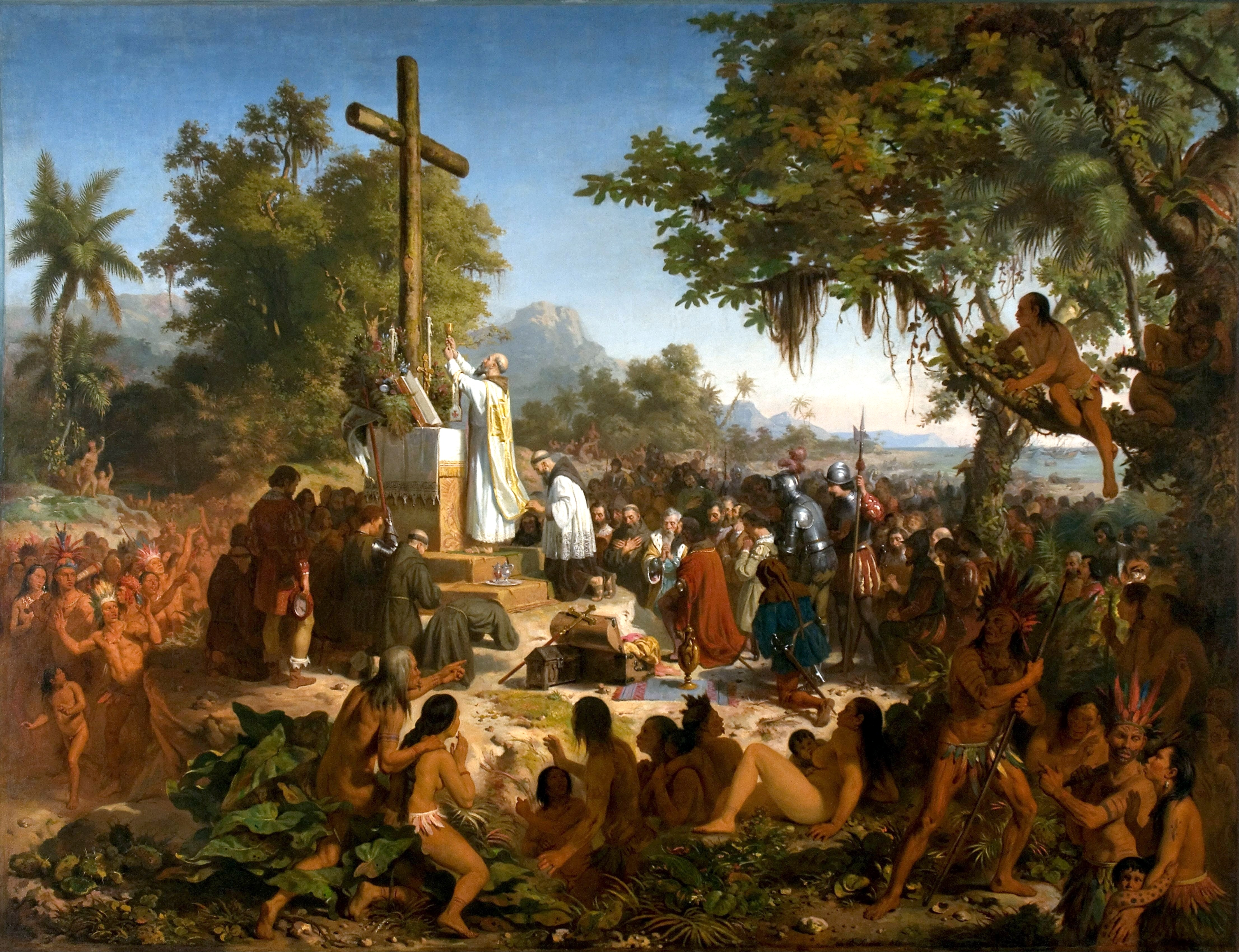
Die erste Messe in Brasilien im Jahr 1500. Gemälde von Victor Meireilles (1861)

## Eine nationalromantische Strömung

### Malerei
In der Malerei sind Victor Meirelles (oder Meireles), später auch Rodolfo Amoedo, der seine besten Bilder freilich in Europa malte, und Antônio Parreiras Hauptvertreter des Indianismo. Kennzeichnend sind einerseits die oft üppig-phantastische Kostümierung der indigenen Akteure, andererseits die Angleichung der Physiognomien und der Hautfarbe an Europäer.

## Nachfolger und verwandte Strömungen
In Ecuador verfasste Juan León Mera 1877 den ersten spanischsprachigen Roman, der im Amazonasgebiet spielt (Cumandá, o Un drama entre salvajes). Das zwischen lyrischem und realistischem Ton oszillierende Werk handelt von einer geheimen Liebesbeziehung zwischen dem Sohn eines reichen Grundbesitzers, und Cumandá, einer jungen Indigenen, die tragisch endet. Mera propagiert das Christentum als Weg zum besseren Verständnis zwischen den Völkern. Im spanischen Sprachraum spricht man mit Bezug auf sein Werk jedoch nicht von Indianismo, sondern von einem Vorläufer des Indigenismo.

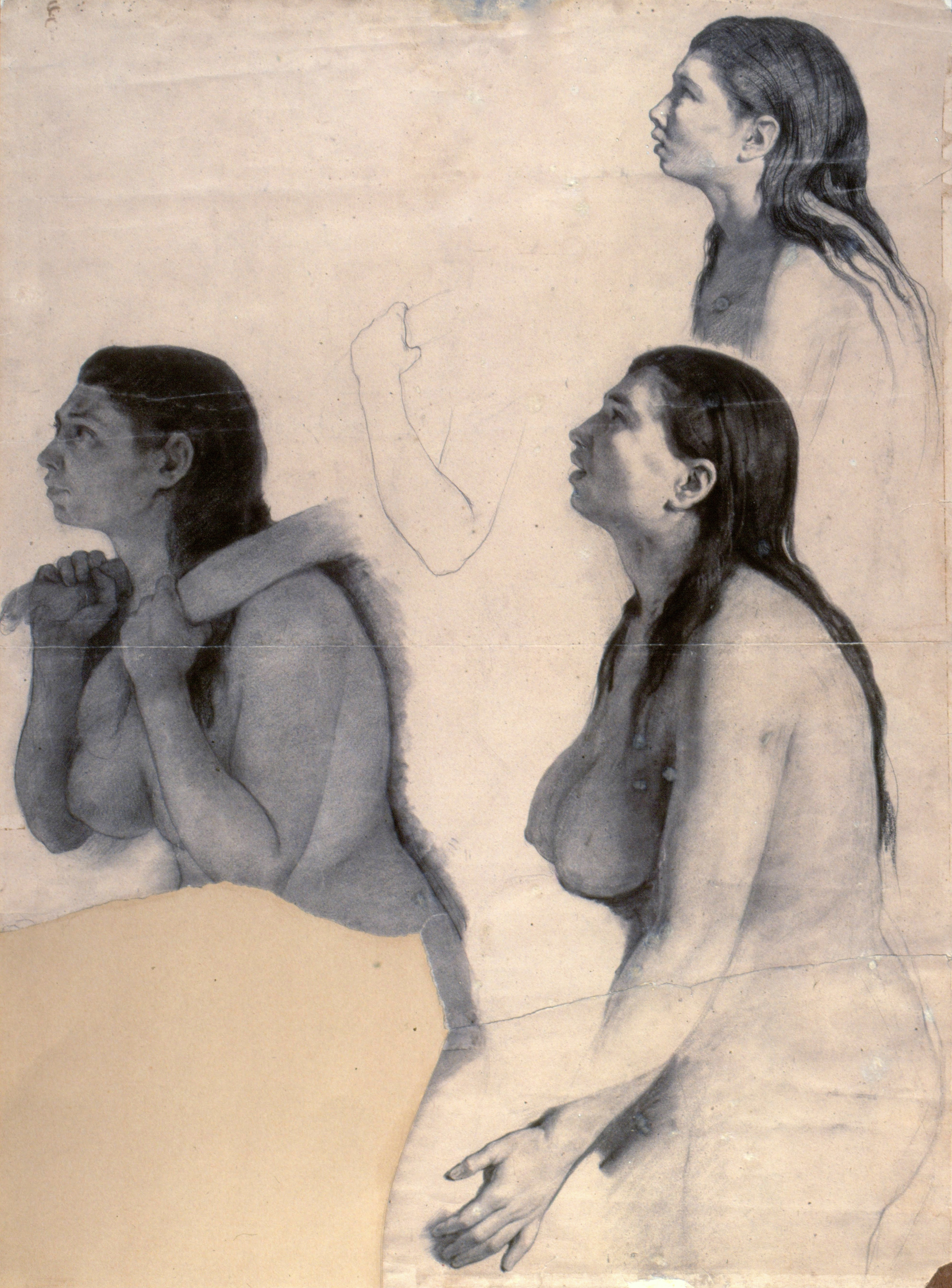
Studien zum Gemälde Die erste Messe in Brasilien

Mit dem Indianismo verwandt sind die poesia negra, die „schwarze Poesie“ der Gegner der Sklaverei, und der Condoreirismo (oder Condorismo). Es handelt sich um eine Strömung der Zeit von etwa 1860 bis 1880, die auch als „dritte Phase“ der brasilianische Romantik bezeichnet wird. Ihr Hauptvertreter ist der herausragende Lyriker Antônio de Castro Alves (Os escravos, „Die Sklaven“), der sich von den zunehmend ultraromantischen Vorstellungen des Indianismo (der „zweiten Phase“ der Romantik) entfernt. In dieser Spätphase des Indianismo überwiegen realistische und sozialkritische Tendenzen. So sind bei Castro Alves Einflüsse des Positivismus und der Evolutionstheorie spürbar. Ein später Vertreter des brasilianischen Indianismo ist Mário de Andrade mit seinem Roman Macunaíma (1928).

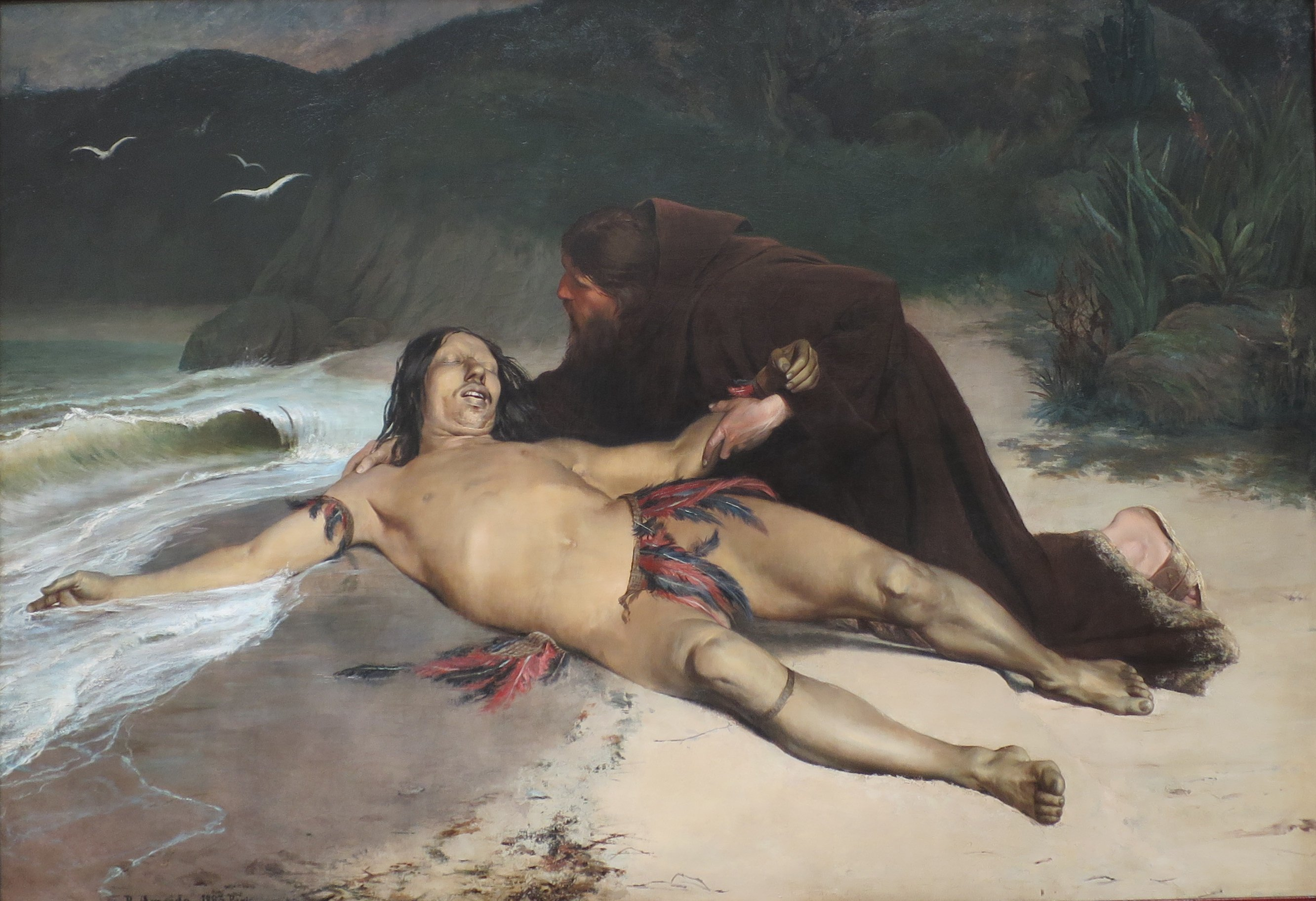
O Último Tamoio: Der Tod des letzten Häuptlings der Tamoio im Beisein des Jesuiten José de Anchieta. Gemälde von Rodolfo Amoedo (1883)

Im 20. Jahrhundert wird der Indianismo durch den in Mexiko und den Andenländern stark vertretenen Indigenismo abgelöst, eine zunächst literarische Strömung, zu der immer mehr indigene Autoren beitragen, und die seit den 1920er und wieder seit den 1980er Jahren zur sozialen und politischen Bewegung wird.

## Weitere Werke

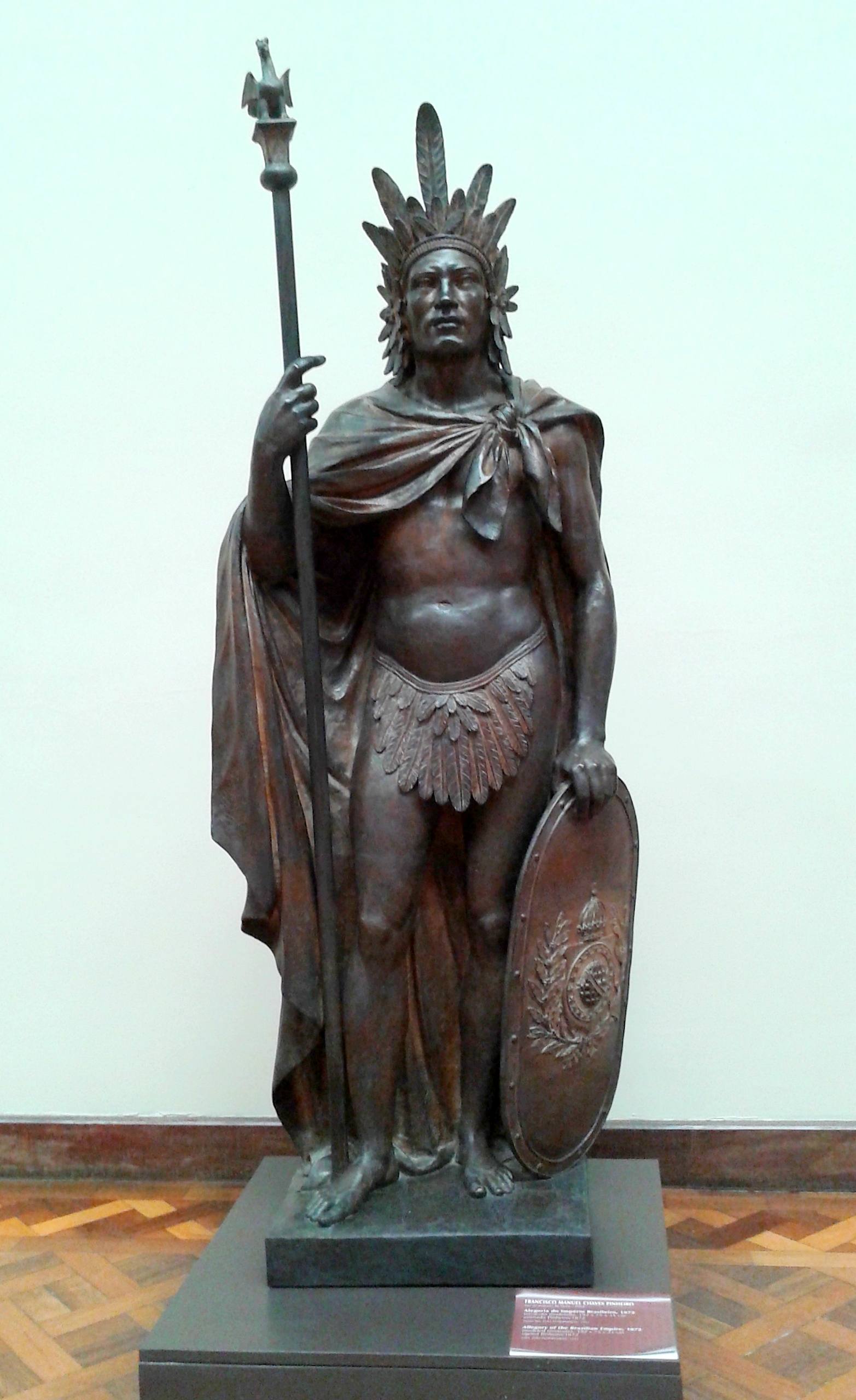
Índio Simbolizando a Nação, Chaves Pinheiro, 1872, Terracotta, Höhe 192 cm.

1872 schuf der Bildhauer Chaves Pinheiro eine lebensgroße allegorische Figur Índio Simbolizando a Nação Brasileira. Sie zeigt einen Indianer mit einem Kopfschmuck als Anführersymbol seines Stammes, als wäre es eine Königskrone, sie trägt einen königlichen Umhang, der die natürliche Nacktheit verbirgt, und hält ein Zepter und einen Schild mit dem Symbol der Monarchie von Kaiser Peter II., symbolisiert also die gesamte Nation und posiert als Antagonistin zu den spanischen Conquistadoren.